# ساری‌اوغلان
ساری‌اوغلان (به ترکی استانبولی: Sarıoğlan) یک منطقهٔ مسکونی در ترکیه است که در استان قیصریه واقع شده‌است.